# Cessna Citation II
Bei der Citation II (Modell 550) handelt es sich um ein zweistrahliges Geschäftsreiseflugzeug des amerikanischen Herstellers Cessna, das zur Flugzeugfamilie Citation gehört. Sie wurde von 1978 bis 1994 produziert. Man unterscheidet zwischen den Varianten Citation II, Citation S/II und Citation II/SP. Der Nachfolger war die Citation Bravo.

## Geschichte
Die Cessna Citation II ist eine um 1,14 Meter verlängerte Version der Cessna Citation I. Sie wurde 1976 vorgestellt und absolvierte am 31. Januar 1977 ihren Erstflug, dem im März 1978 die Zulassung durch die FAA folgte. Neben dem Reiseflugzeug existieren auch Ausführungen als Mess-, Foto-, Forschungs- und Ambulanzflugzeug. Die Citation II/SP (Modell 551) war eine Version für den Single-Pilot-Betrieb, darf also von einem Piloten geflogen werden. Im Gegensatz zur Citation I ist die Citation II mit Pratt & Whitney JT15D-4 ausgerüstet, die 1,3 kN mehr Schub leisten. Daneben erhielt sie auch eine größere Spannweite und eine erhöhte Kraftstoffkapazität.
Die T-47A (Modell 552) war eine modifizierte Version der Citation II als Trainingsflugzeug für die US Navy. Es wurden 15 Stück beschafft, die allerdings alle bis auf eine am 20. Juli 1993 im Zuge
eines Hangarfeuers auf dem Flughafen Topeka-Forbes Field (Kansas) verbrannten.
Im Oktober 1983 wurde die Cessna Citation S/II angekündigt. Im Vergleich zur Citation II ist der Rumpf aerodynamischer und mit neuen Triebwerken ausgestattet. Sie flog am 14. Februar 1984 zum ersten Mal und wurde für den Single-Pilot-Betrieb freigegeben und ab Ende 1984 ausgeliefert. Gleichzeitig wurde die Produktion der Citation II eingestellt, ab 1985 aber wieder aufgenommen. Bis 1994 wurden mehr als 730 Flugzeuge produziert und ausgeliefert.
Im Jahr 1997 wurden alle Versionen der Citation II durch die Citation Bravo ersetzt. Ausgestattet mit Pratt & Whitney PW530A Triebwerken flog das Modell am 25. April 1995 zum ersten Mal und bekam die Zulassung ein Jahr später. Bis zur Marktausführung im September 2006 wurden 337 Cessna Citation Bravo produziert und ausgeliefert.

## Militärische Nutzer

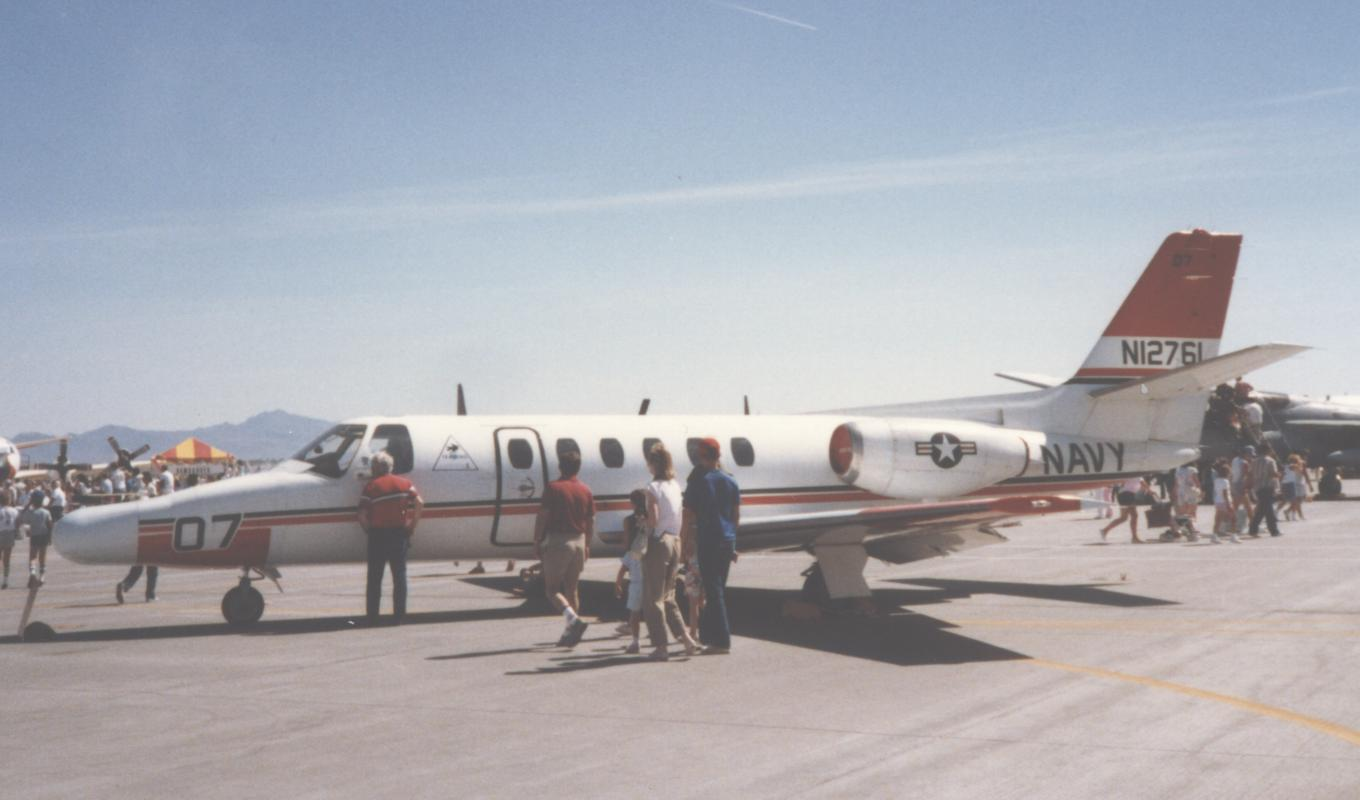
Cessna T-47A, US Navy

- Argentinien
- Ecuador
- Kolumbien
- Myanmar
- Nigeria
- Saudi-Arabien
- Schweden
- Spanien
- Südafrika
- Türkei
- Venezuela
- Vereinigte Staaten
- United States Navy

## Zwischenfälle
- Am 19. Februar 1996, Absturz einer Cessna 550 bei Freilassing 1996: Eine aus Berlin kommende Cessna Citation 550 geriet im ILS-Anflug auf den grenznahen österreichischen Flughafen Salzburg in eine unkontrollierte Fluglage und stürzte kurz vor der Staatsgrenze bei Freilassing (Bundesrepublik Deutschland) in den Auwald. Alle zehn Insassen kamen ums Leben.[3][4]
- Am 14. Februar 2010 verunglückte eine Cessna Citation Bravo nahe Reinhardtsdorf-Schöna in Sachsen. Bei dem Absturz wurden die beiden Flugzeugführer getötet und das Luftfahrzeug zerstört. Grund für den Absturz war eine durch den Copiloten eingeleitete Rolle, bei der die Besatzung die räumliche Orientierung verloren hat (siehe auch Time-Air-Flug 039C).[5]
- Am 4. September 2022, Absturz einer Cessna Citation in die Ostsee: Eine mit vier Personen besetzte Cessna 551 (OE-FGR) stürzte auf einem Flug von Jerez de la Frontera nach Köln nahe Lettland in die Ostsee ab, alle Insassen starben. Schon kurz nach dem Start hatte der Pilot Probleme mit der Druckkabine gemeldet. Da der Pilot nicht auf Funksprüche reagierte, war das Flugzeug von den Alarmrotten der französischen, deutschen und dänischen Streitkräfte begleitet worden.[6]
- Am 8. Juli 2023 stürzte eine Cessna 550 Citation II beim Anflug auf den zwischen den kalifornischen Ortschaften Murrieta und Temecula gelegenen French Valley Airport ab. Alle sechs Insassen kamen ums Leben.[7]

- Am 22. Mai 2025 stürzte eine Citation S/II beim Landeanflug auf den Montgomery-Gibbs Executive Airport bei San Diego in ein Wohngebiet, alle sechs Passagiere starben. Am Boden entstand großer Sachschaden mit zahlreichen beschädigten oder zerstörten Häusern, 100 Anwohner wurden zunächst obdachlos.[8]

## Technische Daten
|                           | Citation S/II               | Citation Bravo             |         |
| Allgemeine Angaben        | Allgemeine Angaben          | Allgemeine Angaben         |         |
| ------------------------- | --------------------------- | -------------------------- | ------- |
| Besatzung                 | 2/1–2                       | 2/1–2                      |         |
| Passagiere                | 6–10                        | 7–10                       |         |
| Triebwerke                | 2 × Pratt & Whitney JT15D-4 | 2 × Pratt & Whitney PW530A |         |
| Abmessungen               |                             |                            |         |
| Länge                     | 14,39 m                     | 14,39 m                    | 14,39 m |
| Spannweite                | 15,91 m                     | 15,90 m                    |         |
| Höhe                      | 4,57 m                      | 4,57 m                     |         |
| Massenangaben             |                             |                            |         |
| Leermasse                 | 3655 kg                     | 3970 kg                    |         |
| max. Startmasse           | 6850 kg                     | 6715 kg                    |         |
| Leistungsdaten            |                             |                            |         |
| max. Reisegeschwindigkeit | 746 km/h                    | 743 km/h                   |         |
| max. Reichweite           | 3223 km                     | 3520 km                    |         |
| Dienstgipfelhöhe          | ?                           | 45.000 ft (13.716 m)       |         |
| Schub                     | 2 × 11,1 kN (2.495 lbf)     | 2 × 12,8 kN (2.878 lbf)    |         |